# Veterinärmedicinska föreningen

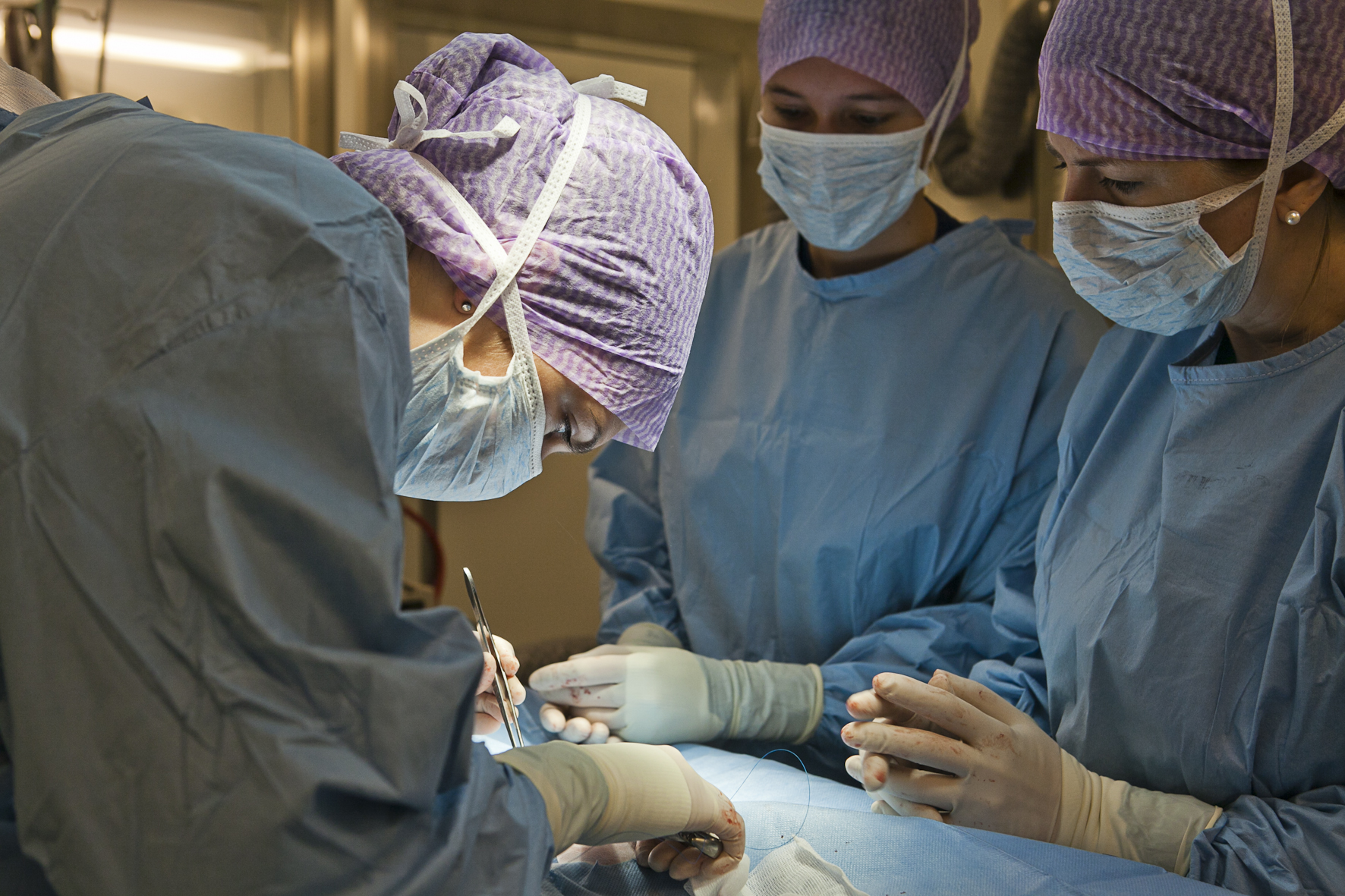
Veterinärstudenter under handledning på Universitetsdjursjukhuset.

Veterinärmedicinska Föreningen, VMF, är en svensk studentkår som vänder sig till veterinärmedicine studenter. 
Dess huvuduppgift är att ansvara för studiebevakningen vid den svenska Veterinärutbildningen och Djursjukskötarutbildningen vid Sveriges lantbruksuniversitet i Ultuna, Uppsala, samt för studiebevakningen vid TUVET (Tilläggsutbildning för veterinärer med examen från land utanför EU/ESS och Schweiz), också den stationerad vid Sveriges lantbruksuniversitet i Uppsala sedan våren 2015.